# Lotte Denoo
Lotte Denoo (5 november 1990) is een Belgisch voormalig judoka. 

## Levensloop
Denoo was aangesloten bij Judo Kawaishi te Ingelmunster. Ze behaalde goud op de Europa Cup-manche in het Finse Tampere in 2012 en een jaar eerder zilver op de manche in het Zweedse Borås. Eveneens in 2012 behaalde ze brons op de Wereldbeker-manche te Rome.
Ze studeerde journalistiek aan de Arteveldehogeschool in Gent. In 2015 nam ze omwille van herniaproblemen afscheid van de topsport. Vervolgens was ze onder meer aan de slag bij voetbalclub Club Brugge.

## Palmares
2010
- Belgisch kampioenschap -57 kg
- 5e Europa Cup Sarajevo

2011
- Europa Cup Boras -52 kg

2012
- World Cup -52 kg
- Europa Cup -52 kg
- 5e Europa Cup -52 kg
- 5e Europa Cup Sarajevo -52 kg

2013
- eerste ronde EK -52 kg
- Belgisch kampioenschap voor universitairen -57 kg